# اسلامیه پارک
اسلامیه پارک (به انگلیسی: Islamia Park) یک منطقهٔ مسکونی در پاکستان است که در پنجاب واقع شده‌است.